# ليو إس. مورغان
ليو إس. مورغان (بالإنجليزية: Leo Morgan)‏ هو لاعب كرة قدم أسترالية أسترالي، ولد في 19 سبتمبر 1879 في هاميلتون في أستراليا، وتوفي في 5 يوليو 1947 في Oakleigh, Victoria ‏ في أستراليا.

## وصلات خارجية
- ليو إس. مورغان على موقع AustralianFootball.com (الإنجليزية)
- ليو إس. مورغان على موقع AFLtables.com (الإنجليزية)